# Proscenio

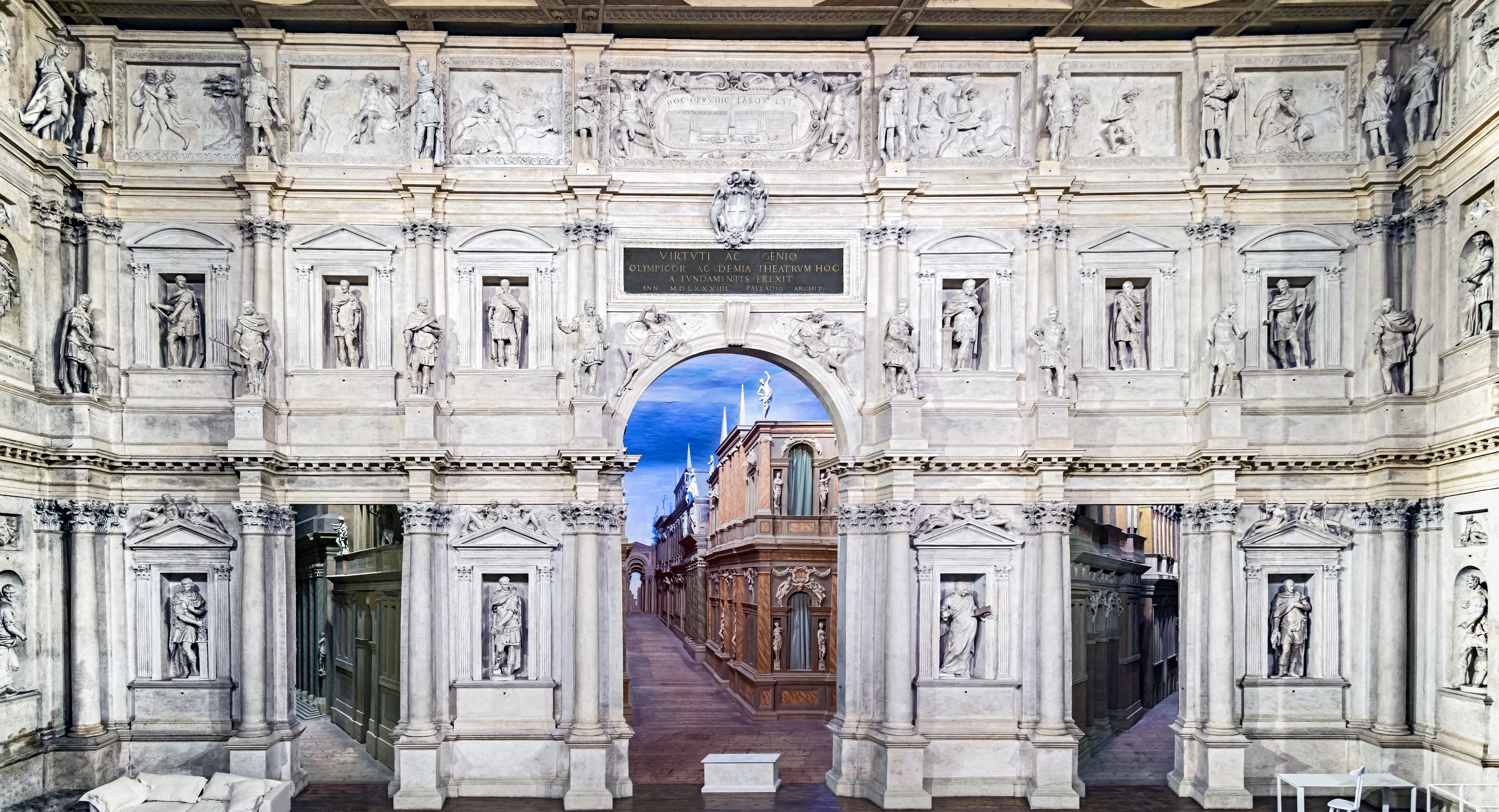
Il proscenio del Teatro Olimpico di Vicenza realizzato su disegno di Andrea Palladio (1584 circa)

Il proscenio è la parte di palcoscenico teatrale protesa verso la platea, leggermente a forma di «a», è compresa fra l'arco scenico e la ribalta.
Il termine entrò in uso nel XIX secolo per evitare il francesismo avanscena (avant-scène).
Il bordo esterno del proscenio è occupato dalla ribalta elettrica che un tempo ospitava la buca del suggeritore.
Il proscenio è parte integrante spazio scenico, può ospitare la scenografia ed essere usato dagli attori durante la recita, mentre la ribalta non ha riferimento alcuno con essa, ma rappresenta il limitare del palcoscenico, prima del golfo mistico o della platea.
Possiamo trovare un proscenio nei primi teatri greci, dove questo veniva utilizzato dai cantori per raccontare la storia precedente agli eventi narrati e molto spesso le azioni principali si svolgevano proprio qui.
Ma per la prima volta il proscenio diviene parte della struttura narrativa di un'opera e quindi della vita teatrale stessa con la riforma teatrale di Carlo Goldoni.

## Fonti
- Bruno Mello, Trattato di Scenotecnica, Novara, Görlich - Istituto Geografico De Agostini, 1979.
- Lo Spettacolo - Enciclopedia di cinema, teatro, balletto, circo, TV, rivista, Aldo Garzanti Editore, Milano, 1ª edizione, 1976